# 重氮化反应
重氮化，是芳胺与亚硝酸生成重氮盐的反应。反应中一般使用亚硝酸钠与过量无机酸作为亚硝酸供源。通式如下：
R—NH2 + 2HCl + NaNO2 —> R—N2Cl + NaCl + 2H2O
其中R为芳基。反应由 Peter Griess 在1858年发现。
反应中使用大大过量的HCl，常达3摩每摩胺，其中1摩用于产生ON-OH2+离子，1摩用于生成NOCl，另1摩则用于产生重氮盐酸盐R—N≡NCl。重氮化用于众多芳香族化合物（特别是重氮染料）的制取；产物重氮盐可经重氮偶联、水解（成酚）、脱重氮化、Schiemann反应、Sandmeyer反应、还原（成芳肼）及Gomberg-Bachmann反应等众多方法转化为其他化合物，在合成上有很多用途。

## 反应条件
重氮化多在0-5℃进行，高于此温时重氮盐易分解，导致副产物的生成。与亚硝酸钠的反应是放热的，故在反应中需冷却反应液，确保温度不过高。工业上是用通致冷剂或加入冰块的方法保持低温的，实验室中则一般用冰盐浴。

## 注意事项
反应物胺与亚硝酸钠均有毒。产物重氮盐不稳定，在水溶液中逐渐分解。干燥的重氮盐可在震动、摩擦、加热或电击的条件下发生爆炸。实际操作中应避免对重氮盐进行干燥。特别注意不要将反应液洒出，导致干燥重氮盐的产生。

## 反应机理
- 亚硝酸的质子化

HO-N=O + H+ {\displaystyle \rightarrow } H2O+-N=O
- 消去一分子水，产生亲电性的亚硝正离子

H2O+-N=O {\displaystyle \rightarrow } [N=O]+ + H2O
- 芳胺亲核性的氮进攻亚硝正离子的氮原子

[N=O]+ + Ar-NH2 {\displaystyle \rightarrow } Ar-NH2+-NO
- 去质子化，重排，得重氮氢氧化物

Ar-NH2+-NO {\displaystyle \rightarrow } Ar-N=N-OH + H+
- 氧原子被质子化，脱去水，得重氮正离子。

Ar-N=N-OH + H+ {\displaystyle \rightarrow } Ar-N+{\displaystyle \equiv }N + H2O
重氮正离子的四氟硼酸盐或六氟磷酸盐相对较稳定，可以固体形式使用。
重氮化是测定芳香伯胺的标准方法。